# Cadlina laevis
Cadlina laevis är en snäckart som först beskrevs av Carl von Linné 1767.  Cadlina laevis ingår i släktet Cadlina och familjen Chromodorididae. Arten är reproducerande i Sverige. Inga underarter finns listade i Catalogue of Life.